# Patinação artística nos Jogos Olímpicos de Inverno de 1956 - Individual masculino
A competição individual masculina da patinação artística nos Jogos Olímpicos de Inverno de 1956 foi disputado entre 16 patinadores.

## Medalhistas
| Ouro   | USA Hayes Alan Jenkins |
| Prata  | USA Ronald Robertson   |
| Bronze | USA David Jenkins      |

## Resultados
| #                 | Nome               | País                   | PC | PL | Pontos | Pos. |
| ----------------- | ------------------ | ---------------------- | -- | -- | ------ | ---- |
| Medalha de ouro   | Hayes Alan Jenkins | USA Estados Unidos     | 1  | 2  | 166.43 | 13   |
| Medalha de prata  | Ronald Robertson   | USA Estados Unidos     | 2  | 1  | 165.79 | 16   |
| Medalha de bronze | David Jenkins      | USA Estados Unidos     | 3  | 3  | 162.82 | 27   |
| 4                 | Alain Giletti      | FRA França             | 4  | 4  | 159.63 | 37   |
| 5                 | Karol Divin        | TCH Checoslováquia     | 5  | 5  | 154.25 | 49.5 |
| 6                 | Michael Booker     | GBR Grã-Bretanha       | 6  | 6  | 154.26 | 53.5 |
| 7                 | Norbert Felsinger  | AUT Áustria            | 7  | 8  | 150.55 | 67   |
| 8                 | Charles Snelling   | CAN Canadá             | 9  | 7  | 150.42 | 67   |
| 9                 | Alain Calmat       | FRA França             | 8  | 9  | 148.35 | 77   |
| 10                | Tilo Gutzeit       | EUA Equipe Alemã Unida | 10 | 11 | 141.08 | 90   |
| 11                | François Pache     | SUI Suíça              | 11 | 10 | 139.39 | 95   |
| 12                | Hans Müller        | SUI Suíça              | 12 | 12 | 135.28 | 112  |
| 13                | Allan Ganter       | AUS Austrália          | 13 | 14 | 132.41 | 114  |
| 14                | Dario Villalba     | ESP Espanha            | 14 | 16 | 127.30 | 128  |
| 15                | Kalle Tuulos       | FIN Finlândia          | 15 | 15 | 124.50 | 137  |
| 16                | Charles Keeble     | AUS Austrália          | 16 | 13 | 123.93 | 137  |

Legenda
| Recorde mundial      | Recorde mundial (World record)               |                       | Recorde africano                      | Recorde africano (African) |                                           | Q | Classificado por posição (Qualified) |
| Recorde olímpico     | Recorde olímpico (Olympic record)            | Recorde da América    | Recorde da América (Americas)         | q                          | Classificado por melhor tempo (Qualified) |   |                                      |
| Melhor marca do ano  | Melhor marca do ano (World leading)          | Recorde asiático      | Recorde asiático (Asian)              | DNS                        | Não largou (Did not start)                |   |                                      |
| Recorde nacional     | Recorde nacional (National record)           | Recorde europeu       | Recorde europeu (European)            | DNF                        | Não terminou (Did not finish)             |   |                                      |
| Recorde pessoal      | Recorde pessoal do atleta (Personal best)    | Recorde da Oceania    | Recorde da Oceania (Oceania)          | DSQ / DQ                   | Desclassificado (Disqualified)            |   |                                      |
| Recorde da temporada | Recorde da temporada do atleta (Season best) | Recorde sul-americano | Recorde sul-americano (South America) | NM                         | Sem marca (No mark)                       |   |                                      |